# Hartley (Texas)
Hartley is een plaats (census-designated place) in de Amerikaanse staat Texas, en valt bestuurlijk gezien onder Hartley County.

## Demografie
Bij de volkstelling in 2000 werd het aantal inwoners vastgesteld op 441.

## Geografie
Volgens het United States Census Bureau beslaat de plaats een oppervlakte van
18,1 km², geheel bestaande uit land. Hartley ligt op ongeveer 1191 m boven zeeniveau.

## Plaatsen in de nabije omgeving
De onderstaande figuur toont nabijgelegen plaatsen in een straal van 40 km rond Hartley.